# Kampis Miklós
Kampis Miklós, (Budapest, 1935. november 14. – Kaposvár, 2020. február 25.) a Nemzet Művésze címmel kitüntetett, Kossuth-díjas magyar építész, a Kós Károly Egyesülés alapítója, igazgatója és örökös tagja. Édesapja Kampis Antal művészettörténész.

## Életpályája
1946–1949 között a sárospataki gimnáziumban tanult, majd technikumba került. 1954–1959 között végzett a Budapesti Műszaki Egyetem Építészmérnöki karán, majd 1966-1968 között a városépítés-városgazdálkodás szakmérnök szakot. Két évet a fővárosban a Buvátinál, majd 1961-től Kaposváron dolgozott, egészen 1986-ig a Somogytervnél, előbb építésztervezőként, majd vezető tervezőként és műteremvezetőként. 1986-1997 között a Kaposterv építésziroda tagja, elnöke. 1997 óta a K+K 2000 Építésziroda cégvezetője.
1965 körül, Makovecz Imre unszolására kezdett antropozófiával foglalkozni. Körülbelül tíz évig tanulmányozta az irányzatot az elérhető irodalom segítségével, majd a hetvenes évek közepétől stúdiumokat, tanfolyamokat szervezett. Közben a Somogyterv tagjaként a somogyi népi emlékek felmérésével, illetve a szennai falumúzeum fejlesztésének előkészítésével foglalkozott, így amikor 1970 körül megismerkedett Csete Györggyel és a Pécs csoporttal, a népi építészetben találták meg a közös nevezőt. 1976-ban a kezdeményezésére jött létre a Dél-Dunántúli Építész Stúdió, amely az állami tervezőirodák keretein túlnyúló, szabadabb együttműködésre adott lehetőséget. A 60-70 fős tagságban kaposvári, pécsi, szekszárdi és zalaegerszegi építészek voltak a meghatározóak. A Stúdiónak, amelyet később antropozófiai tanulmányaival együtt a Kós Károly Egyesülés közvetlen előzményeként értékelt, 1980-ig volt az igazgatója.
1983-ban Lőrincz Ferenccel, L. Szabó Tündével és Kovács Péterrel közösen tervezte legjelentősebbnek tartott munkáját, az új kaposvári köztemetőt, amely az 1987-es áttervezés ellenére nem épült meg. Kezdeményezésére alakították ki a kaposvári belváros sétálóutcáját, amely a maga idejében párját ritkító beruházás volt Magyarországon, illetve részt vett a város 1985-ben elfogadott rendezési tervének készítésében. 2001-ben Kossuth-díjat kapott, az indoklás szerint „példamutató várostervezői munkásságáért, a Kaposvár belvárosának emberi léptékű újjáalakítása érdekében kifejtett tevékenységéért”.
Az 1980-as évektől rendszeresen antropozófiai kurzusokat tartott, eleinte az 1981-ben Makovecz által alapított visegrádi építőtáborokban, majd a Magyar Építőművészek Szövetségének budapesti székházában. 1989-ben meghatározó szerepet játszott az organikus építészet művelőinek legfontosabb magyarországi szervezete, a Kós Károly Egyesülés létrehozásában, amelynek 2004-ig igazgatója volt (ekkor tiszteletbeli örökös tagnak választották). Közreműködésével jött létre az egyesülés Vándoriskolája, illetve a Szabadoktatási Kollégium. Hatvanadik születésnapját 1995-ben Gerében ünnepelte az egyesülés. A rendszerváltást követően a szakmai közéletben is szerepet vállalt: 1997–2001 között a Magyar Építész Kamara elnökségének tagja volt, amelynek már megalakításánál is közreműködött, 1997–2005 között pedig a Somogy Megyei Építész Kamara elnökeként dolgozott. 2000 óta a Magyar Művészeti Akadémia tagja. A kétezres években a Műegyetemen oktatott „szerves építészet” tantárgy egyik előadója volt.
„Az organikus építészet esetében a térről és időről is (…) másként kell gondolkodnunk: lényiségnek kell felfognunk ezeket a filozófia nyelvén dolognak mondottakat. Az idő az ARCHÉK, az őskezdetek szubsztanciája, a tér pedig az ARCHANGELOS, az időről való híradást hordozók lényisége. Az idő születése belső szemlélet, a téri külső a megszületett időben való visszatükröződés eredménye. Ennek ismerete nélkül mint az idő, mind a tér halott fogalom, amelyből élő építészet, élő kultúra nem születhet.” (Kampis Miklós: A szerves építészetről)

## Díjak, elismerések
- Magyar Építőművészek Szövetsége-plakett (1978)
- Kós Károly-emlékérem (1995)[9]
- Kossuth-díj (2001)
- A Nemzet Művésze (2018)

## Ismert munkák
- 1965. A ruhagyár irodaháza, Kaposvár
- 1968. Tervező vállalat irodaháza, Kaposvár
- 1973. Családi házak, Kaposvár
- 1973. Művésztelep, Kaposvár (Papcsik Jenővel)
- 1980-81. Tetőtér-beépítés, Kaposvár (Gáts A. – Szabó T. – Varga Á. – Juhász T.)
- 1980-83. Új köztemető, Kaposvár (terv, 1987-ben átdolgozva, Lőrincz Ferenccel, L. Szabó Tündével, Kovács Péterrel)
- 1985-89. Városrendezési terv, a belváros rehabilitációja, Kaposvár (Lőrincz Ferenccel, L. Szabó Tündével, T. Sziklai Judittal)
- 1989. Erdészház, Kaposvár-Ropoly

## Kötete
- Homo architectus sum; ill. a szerző; Kós Károly Alapítvány, Bp., 2005